# Джон Фредерік Нотт
Джон Фредері́к Нотт (англ. John Frederick Knott; 9 грудня 1938, Бристоль, Велика Британія — 5 жовтня 2017) — британський науковець, провідний експерт в галузі матеріалознавства, конструкційної міцності і механічного руйнування. Зокрема, він спеціалізувався на матеріалах, що застосовувались в ядерній енергетиці та виробництві авіаційних двигунів. Він зробив значний внесок у методологію кількісного оцінювання процесів механічного руйнування металів і сплавів. Є автором популярного підручника «Основи механіки руйнування» (англ. Fundamentals of Fracture Mechanics, 1973).

## Ранні роки й освіта
Джон Нотт народився у Бристолі 9 грудня 1938 року. Його батько Фред працював регіональним менеджером кооперативу, мати Маргарет (уроджена — Чесні, англ. Chesney) була працівником універмагу. З 1949 до 1956 року він навчався у школі при шпиталі королеви Єлизавети у Бристолі. Джон проявляв глибокий інтерес до навчання і мав вагомі здобутки у математиці, фізиці та хімії.
Згодом Джон за підтримки Державної стипендії почав вивчати металургію в Університеті Шеффілда. У 1959 році він закінчив університет, отримавши диплом з відзнакою й медалі Маппіна (англ. Mappin medal) та Нестгілла (англ. Nesthill medal). Він здобув ґрунтовні знання в галузі металургії, які заклали основи для глибокого інтересу до вивчення сталей. Джон Нотт завжди високо цінував цей університет і особливо пишався отриманим через півстоліття почесним науковим ступенем саме в університеті Шеффілда. Далі Джон вступив до Кембриджського університету, де під керівництвом А. Г. Коттрелла (члена Лондонського королівського товариства з 1955 року) проводив дослідження деформації та руйнування сталі. За результатами проведених робіт йому у 1962 році було присвоєно науковий ступінь доктора філософії (PhD).

## Перші дослідження і початок кар'єри (1962—1966)
Докторська дисертація Джона Нотта була на тему «Ефекти надрізу при деформації і руйнуванні м'якої сталі». В рамках цієї роботи він, зокрема, досліджував закономірності пластичної плинності в зразках з надрізом зі сталі з високим вмістом азоту і полірованих після травлення реагентом Фрая.
Після захисту докторської дисертації у 1962 році Джон був запрошений на роботу Едвіном (Тедом) Смітом (член Лондонського королівського товариства з 1996 року) у недавно створений підрозділ металургійної інженерії у Науково-дослідницькій лабораторії  Центральної ради з виробництва електроенергії у Летергеді. Початкові плани полягали у тому, щоб підрозділ зосередився на високотемпературних деформаціях та властивостях повзучості сталей, що використовуються в енергетиці. Однак Тед Сміт створив секцію, набравши 12 наукових співробітників, (усі з кваліфікацією доктора філософії), і їх дослідження охопили цілий спектр можливих режимів руйнування з особливим акцентом на розвиток науки про механіку руйнування та її взаємозв'язок з мікроструктурою металевих матеріалів. Робота Джона в основному була спрямована на вивчення механізмів руйнування як низьковуглецевих, так і легованих сталей, що використовуються для виготовлення дисків турбін низького тиску. Однак з міркувань безпеки і дотримання комерційної таємниці, результати досліджень мало публікувалися у відкритих джерелах, а основні досягнення було викладено в конфіденційних внутрішніх звітах компанії.

## Академічна кар'єра (1967—2009)
У 1967 році Джон був призначений лектором на кафедрі металургії в Кембриджському університеті і у 1981 році отримав звання лектора, друге за рангом після професора. З 1967 року він вів викладацьку та дослідницьку діяльність у новому Черчилль-коледжі. З 1967 до 1990 був членом Голдсмітського товариства, лектором і керівником дослідницької роботи в галузі металургії і матеріалознавства у Черчилль-коледжі, а з 1988 до 1990 — його віце-директором.
Протягом цього часу Джон здобув високу міжнародну репутацію, залучив багатьох видатних дослідників і студентів у Кембридж та Черчилль-коледж. Джон виявив себе чудовим науковим керівником: багатьом його учням були надані наукові стипендії в Черчиллі та інших коледжах.
У 1990 році Джон Нотт очолив кафедру металургії та матеріалів і став професором металургії та матеріалів в Університеті Бірмінгема. Він успішно керував кафедрою, що підтверджено високим показником у британській системі оцінювання якості досліджень RAE (англ. Research Assessment Exercise) у 1992 році. З 1995 до 1998 був деканом інженерного факультету в Університеті Бірмінгема.
Після цього він повернувся на кафедру металургії та матеріалів, продовживши академічну і викладацьку діяльність. У 1996 році його було обрано фінеївським професором металургії і обіймав цю посаду до 2009 року. У цей період в Бірмінгемі Джон зробив значний внесок у розвиток низки національних комітетів у Великій Британії.
За свою академічну кар'єру Джон Нотт керував 72 докторантами PhD / EngD (52 в Кембриджі і 20 в Бірмінгемі) і опублікував в журналах чи матеріалах конференцій понад 355 робіт присвячених аспектам поведінки, руйнування і структурної цілісності матеріалів.

## Наукова діяльність

### Дослідження крихкого руйнування та розтріскування сталей та зварних швів
Особливу значимість мала рання публікація його книги «Основи механіки руйнування» у 1973 році. Книжку було визнано класичним підручником введення у базову механіку руйнування, який у подальшому було доповнено спеціальними брошурами з прикладами розрахунків у механіці руйнування: першу було написано у співавторстві з Елліотом, а другу — з Віті.
У 1970-х роках у співавторстві зі своїми учнями Р. Рітчі та Дж. Райсом (член Лондонського королівського товариства з 2017 року) Джон Нотт підготував серію з восьми публікацій, присвячених аспектам в'язкості руйнування і росту втомних тріщин в алюмінієвих сплавах та різних типах маломіцної сталі. Їхня стаття про зв'язок між критичним напруженням розтягу і тріщиностійкістю стала класичною у механіці руйнування і залишалась основою для моделювання руйнування сколюванням протягом багатьох років.
Не менш значимі результати Джон Нотт отримав при спільній роботі з іншим своїм студентом Д. А. Каррі. Серію їхніх досліджень було присвячено вивченню взаємозв'язку між мікроструктурою і напруженням руйнування сколюванням у вершині тріщини у феритних сталях. У першій їхній спільній праці було розглянуто взаємозв'язок між напруженням руйнування сколюванням і в'язкістю руйнування, який варіювався залежно від розміру зерна у м'яких сталях, і було показано, що тріщиностійкість пов'язана з тріщиностійкістю при сколюванні мікроструктурною відстанню. У другій з цих праць було показано, що існує загальний взаємозв'язок між розміром зерна фериту і розміром найбільшої частинки цементиту у м'яких сталях, просто охолоджених від температури аустенізації, що пояснює причину залежності критичного напруження руйнування сколюванням від розміру зерна. У третій статті із Каррі присвяченій руйнуванню загартованих і відпущених сталей було показано, що існує статистична конкуренція між різними потенційними ядрами тріщини перед вершиною тріщини. Вони отримали, ґрунтуючись на знанні розподілу радіусів частинок цементиту, статистичну модель для оцінювання в'язкості руйнування таких сталей з частинками сфероїдального цементиту й показали, що модель добре узгоджується з експериментальними спостереженнями.
У подальшому Джон Нотт активно співробітничав з Річардом Веком (член Лондонського королівського товариства з 1975 року), директором з досліджень Британської дослідницької асоціації зварювальників (British Welding Research Association, BWRA) у Грейт-Абінгтоні під Кембриджем (тепер Інститут зварювання, TWI). Джона Нотта було призначено науковим керівником докторантів-співробітників BWRA. Серед перших з них був Р. Е. Долбі, який розпочав у 1968 році дослідження зон термічного впливу у загартованих і відпущених сталях, і Д. Дж. Віджері, який, починаючи з 1969 року, вів дослідження на ударну в'язкість металів шва. У 1973 році, за результатами спільної роботи, Джон Нотт і Річард Долбі отримали премію Пфейля від Інституту чавуну і сталі.
У 1980-х роках Джон Нотт плідно співпрацював з Дж. Е. Кінг (баронеса Браун, член Лондонського королівського товариства з 2017 року). Їхні дослідження були присвячені вивченню впливу довжини і форми тріщини на в'язкість руйнування високоміцної сталі — було встановлено, що напівеліптичні поверхневі дефекти давали приблизно на 25 % вищу в'язкість руйнування ніж наскрізні тріщини по товщині. Крім того, ними були пояснені причини значного зниження пластичності у низьколегованої сталі від крихкості у зв'язках з ослабленням границь розділення цементит/матриця через присутність сегрегованих домішкових елементів.
У 1980-х роках разом з К. А. Гіппслі та Б. С. Едвардсом Джон Нотт займався проблемами рельєфного розтріскування в зонах термічного впливу зварних швів у хромомолібденових сталях для високотемпературних застосувань. Серія із семи публікацій з Гіппслі та іншими співавторами була присвячена вивченню впливу домішкових елементів на розтріскування та крихкість сталей, зокрема впливу наявності фосфору у сталях із вмістом 2¼ Cr / 1 Mo.
Дослідження мікромеханізмів руйнування шва у С-Mn-вмісних металах були проведені Джоном Ноттом разом із Дж. Г. Твідом. У першій з цих праць розглядається вплив розігріву до температур 900 °С і 1250 °С з використанням техніки індукційного нагрівання на мікроструктуру і механічні властивості. У другій статті вони вивчали вплив розігріву і температури попереднього нагріву на мікроструктуру і ударну в'язкість шва з С-Mn сталі. Нотт і Твід встановили, що на режими руйнування (на розщеплення і мікропористу коалесценцію) суттєво впливала неметалічна включеність металу шва. Вони розробили теорію ініціювання тріщин розщеплення в металах зварних швів зі сталі C-Mn, які включали початкову пластичність у фериті з міжзеренною границею, деформаційне розтріскування включень, поширення тріщини у феритову матрицю при критичному напруженні розтягу і переважному хоча і не винятковому, поширенні через зернограничний ферит. Було виявлено, що відмінності між сприйнятливістю до крихкого руйнування у зварних і повторно нагрітих матеріалах й розкидом результатів по крихкій в'язкості узгоджуються з передбаченнями моделі
Подальші дослідження впливу мікроструктури на руйнування при розщепленні в сталях, що використовуються для посудин під тиском устаткування ядерних реакторів, були проведені Джоном Ноттом з П. Бовеном і С. Г. Друсом. Вони виявили значні відмінності у в'язкості руйнування залежно від мікроструктури. Ними також було встановлено, що єдиною найважливішою мікроструктурною ознакою, що контролює руйнування при розщепленні в цих умовах термообробки, є розподіл карбіду за розмірами частинок, причому найбільші за розміром частинки карбіду в розподілі є найбільше шкідливими для ударної в'язкості. Крім того, автори змогли показати, що зміна локального критичного напруження руйнування при розщепленні залежно від розміру карбіду може бути передбачена у першому наближенні за допомогою модифікованої теорії балансу енергії Гріффітса для розмірів карбіду понад 340 нм.
Хоча, в основному, Джона цікавили закономірності, пов'язані зі сталями, він також провів дослідження поведінки інших металів при руйнуванні та втомі, наприклад, для алюмінієвих та інших сплавів кольорових металів.

### Дослідження поширення втомної тріщини
Джон провів низку досліджень механізмів розвитку втомної тріщини у сталях. У рамках роботи з Р. О. Річі він вивчав поширення втомної тріщини в низьколегованій сталі, окрихченої відпуском. Вони досліджували вплив середнього напруження на окрихчену та некрихку сталь і виявили, що темпи зростання були нечутливими до середнього напруження в некрихкій сталі, і вони були значно швидшими у крихкій сталі та на них суттєво впливав рівень середнього напруження. Автори пов'язували ці ефекти з наявністю статичних форм руйнування, які часто виникають із разом із втомними ефектами та, які пояснюють вплив середнього напруження та підвищених темпів росту в матеріалах з низькою в'язкістю руйнування.
У спільній з Д. Тейлором публікації Джон зробив внесок у розуміння поведінки коротких тріщин в умовах втоми. Вони прийшли до висновку, що існує кореляція між критичною довжиною тріщини, нижче якої втомні тріщини мають тенденцію до аномально швидкого поширення, та масштабом мікроструктури. Причини такої поведінки та той факт, що лінійно-пружну механіку руйнування (LEFM) було важко застосувати, пояснювали тим фактом, що матеріал, який оточує вершину тріщини при таких малих розмірах тріщини, не можна вважати однорідним континуумом.
Подальшу роботу щодо дослідження розвитку коротких і довгих втомних тріщин у алюмінієвому сплаві 6061, армованому SiC, виконував разом з С. Кумаї та Дж. Е. Кінгом. У цій роботі досліджувалися як швидкість росту втомної тріщини на зразках із попереднім надрізом, так і зародження та ранній ріст тріщин у гладких зразках. Було виявлено, що при низьких рівнях коефіцієнта інтенсивності напружень частка крупних частинок SiC на поверхні втомного руйнування була набагато меншою, ніж на металографічних зрізах, що вказує на те, що втомна тріщина має тенденцію проходити переважно через матрицю. При вищих рівнях інтенсивності напружень частинки SiC перед вершиною тріщини мали тенденцію до руйнування, а втомна тріщина з'єднувала тріщини. Це призвело до вищої швидкості росту втомної тріщини в композиті, ніж у неармованому сплаві. Було виявлено, що частка тріщин, крупніших частинок SiC на поверхні зламу збільшується зі збільшенням напружень.

### Руйнування та деформація пластмас та пінопластів
Не менш значимою ділянкою наукових інтересів Джон Нотта були дослідження за темою деформування та руйнування пластиків і пін.

## Конференції й тематичні публікації
Джон Нотт був учасником багатьох конференцій та автором публікацій у галузі руйнування у тематичних випусках.
Міжнародний конгрес з руйнування (ICF, англ. International Congress on Fracture) є головним міжнародним органом у розвитку міжнародного співробітництва між науковцями та інженерами, які займаються питаннями механіки і механізмів руйнування, втоми і міцності твердих тіл. Джон Нотт був постійним учасником ICF, що сприяло встановленню міжнародних зв'язків з іншими науковцями світу і визнанням його національними науковими товариствами низки різних країн.
На засіданні ICF4, що відбулося в Університеті Ватерлоо (Канада), у 1977 році, Джона було запрошено виступити з пленарною лекцією на тему «Мікромеханізми руйнування і в'язкість руйнування інженерних сплавів». На період з 1977 до 1981 року Джон був обраний членом видавничого комітету ICF. Джон Нотт став почесним членом ICF у 1984 році та обирався президентом на період 1993—1997 років.
Участь Джона в роботі Технічної консультаційної групи зі структурної цілісності (TAGSI, англ. Technical Advisory Group on the Structural Integrity) описана нижче, в розділі, присвяченому зовнішній діяльності та консультаційній роботі. Порядок роботи TAGSI полягав в тому, що одна з організацій-спонсорів звертається до групи з проханням надати експертну консультацію у формі технічної доповіді з конкретного технічного питання, що становить інтерес для цього спонсора. Особливе значення у цій серії робіт мали публікації, присвячені впливу опромінення на механічні властивості посудин реактора високого тиску з феритної сталі (RPV).
Британський форум з інженерної конструкційної цілісності (англ. Forum on engineering structural integrity, FESI) є членською організацією з інженерної структурної цілісності (ESI), спонсорується групою промислових компаній, і поширює передову практику та нові розробки в галузі ESI серед вчених і практиків в різних галузях промисловості. Джон був членом ради FESI, а потім членом старшої консультативної групи, і далі — директором FESI у 2011 році. Джон на постійній основі публікував оглядові статті для бюлетеня FESI, а також виступав з низкою лекцій на конференціях FESI, зокрема, коли FESI і TAGSI сформували зв'язку для просування спільних конференцій. Симпозіум TAGSI-FESI за 2018 рік під назвою «Структурна цілісність і матеріали в атомній електростанції», що відбувся 18 квітня 2018 року, був присвячений пам'яті професора Джона Нотта.
В одній зі своїх останніх публікацій Джон опублікував оглядову статтю під назвою «Крихке руйнування у конструкційних сталях» для тематичного видання «Philosophical Transactions of the Royal Society».

## Громадська та консультаційна робота
Протягом 10 років Джон був редактором журналу «Materials Science and Technology».
Знання і досвід Джона користувалися великим попитом у багатьох технічних і консультативних комітетів, зокрема, з цивільної та оборонної ядерної енергетики, а також авіаційних технологій. Джон Нотт був удостоєний у 2004 році Ордена Британської імперії за досягнення в галузі ядерної безпеки.
Джона часто запрошували як незалежного радника з цивільної ядерної промисловості. Він був обраний до комітету із забезпечення систем реактора водою (LWRSG — Light Water Research Study Group). Цей комітет фактично прийшов до висновку, що системи реакторів з водою під тиском можна зробити безпечними для цивільного виробництва електроенергії, за умови, що матеріали, виробництво і системи контролю були прийняті в усьому світі.
У 1988 році доктор Б. Л. Ейр (член Королівського товариства з 2001 року) висловив пропозицію різним сторонам у цивільній атомній енергетиці про потребу створення незалежного консультативного комітету для вироблення рекомендацій з питань конструктивної цілісності для ядерної промисловості, що привело до створення TAGSI (Technical Advisory Group on the Structural Integrity). Джон був одним із засновників комітету та обіймав пост його голови з 2010 до 2017 року.
Джон був членом Консультативного комітету з ядерної безпеки (NuSAC — Nuclear Safety Advisory Committee) з 1991 до 2005 року.
У 2002 році Інспекція по ядерних установках (тепер Управління з ядерного регулювання, ONR) ухвалила рішення про створення Технічної консультативної ради з графіту (GTAC). Джон залишався членом цієї ради до кінця свого життя.
Джон був членом групи дослідницьких програм Міністерства оборони США стосовно атомних силових установок для підводних човнів з 2002 до 2016 року.
Завдяки досвіду роботи керівником аспірантів Британської дослідницької асоціації зварювальників (BWRA) у Кембриджському університеті, його власним дослідженням в аспектах зварювальної металургії та його великому внеску у дослідження руйнування, Джон став членом Дослідницької ради Інституту зварювання (TWI), та він був постійним її членом з 1989 року.
У 1987 році Джона запросили до Консультативної ради з питань матеріалів і обробки (пізніше — Консультативної ради з питань матеріалів, виробництва та конструкції), що працювала під егідою компанії Rolls-Royce plc, де він обіймав посаду голови з 2000 року аж до свого відходу з ради директорів у 2011 році.

## Особисте життя
Джон Нотт був товариською людиною й мав гостре почуття гумору, часто влаштовував обіди на конференціях з віршами, написаними ним про конкретну подію чи інших учасників.
Джон був відданим прихильником традиційного джазу. Його остання стаття у журналі «Матеріалознавство та технологія» (Mater. Sci. Technol.) називалася «Вихід — з тромбонами». У цій статті він послався на маршову мелодію «76 тромбонів» з мюзиклу «Музична людина» (The Music Man, 1957) у зв'язку з його 76-річним віком, коли він покинув посаду редактора.
Джон був двічі одружений: спочатку з Кріс (одружився у 1963 році, розлучився у 1986 році), а потім — зі Сью (одружився в 1990 році), яка його пережила. Він мав двох синів від першого шлюбу — Вільяма (н. 1965) і Ендрю (н. 1966), — і двох пасинків, Пола і Джеймса, у другому шлюбі. Він захоплювався кросвордами, і одного разу під псевдонімом «Гурман» склав кросворд для продуктового журналу, який вів його син, настільки складний, що єдино правильні розв'язки були подані його дружиною та другим сином. Він також був любителем театру, музики і літератури.
Джон травмувався в результаті двох падінь, у 2012 і 2015 роках, друге залишило його повністю паралізованим з травмами хребта. Хоч він перебував у лікарні понад 28 місяців, він повністю зберіг свої розумові здібності й міг брати участь у технічних дискусіях та публікаціях аж до своєї смерті.

## Нагороди і відзнаки
- 1973 Інститут чавуну і сталі[en] — Премія Пфейля з фізичної металургії (разом з Р. Е. Долбі)
- 1978 Інститут матеріалів, мінералів та гірничої справи — Медаль і премія Розенгайна
- 1984 Почесний член Міжнародного конгресу з руйнування
- 1988 Член Королівської інженерної академії
- 1990 Член Лондонського королівського товариства
- 1992 Почесний професор Університету Бейхан (Пекін, Китай)
- 1993–97 Президент Міжнародного конгресу з руйнування
- 1994 Іноземний член Академії наук України
- 1996 Почесний професор Сіаньського університету (Сіань, Китай)
- 1999 Інститут матеріалів, мінералів та гірничої справи — медаль і премія Гріффіта[en]
- 1999 Лондонське королівське товариство / Королівська інженерна академія — лекція на тему: «Two Steps from Disaster — The Role of Structural Integrity» («За два кроки від катастрофи: наука і розробка структурної цілісності»)[33].
- 2003 Іноземний член Національної академії наук США
- 2004 Орден Британської імперії за заслуги в галузі ядерної безпеки
- 2004 Лондонське королівське товариство — медаль Леверхалма за видатний внесок у кількісне розуміння процесів руйнування металів і сплавів та його технічні застосування
- 2004 Почесний доктор технічних наук в Університеті Глазго
- 2005 Іноземний член Японського інституту металів (Japan Institute of Metals, JIM)
- 2006 Іноземний член Індійської національної інженерної академії[en]
- 2006 Меморіальна лекція Гетфілда, Університет Шеффілда
- 2007 Нагорода за видатний особистий внесок (на вшанування пам'яті Гері Брукера), Інститут зварювання[en] (The Welding Institute, TWI)
- 2009 Інститут матеріалів, мінералів та гірничої справи — Платинова медаль
- 2010 Почесний доктор технічних наук в Університеті Шеффілда
- 2013 Міжнародний конгрес з руйнування — золота медаль Алана Коттрелла.